# Archanara fumata
Archanara fumata là một loài bướm đêm trong họ Noctuidae.